# Вэй (царство, Чжаньго)

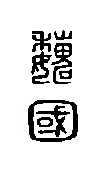
царство Вэй (печать, 220 до н. э.)

Данная статья посвящена царству Вэй (魏) периода Сражающихся Царств. В истории Китая существовали также другие государства или княжества Вэй — в частности, княжество Вэй (卫) периода Весны и Осени, царство Вэй (魏) эпохи Троецарствия, царство Жань Вэй эпохи Шестнадцати царств
Вэй (кит. 魏, пиньинь Wèi) — удельное княжество, а с 334 года до н. э. — царство в древнем Китае, существовавшее в период Сражающихся Царств (Чжаньго), существовавшее c 445 до н. э. по 225 до н. э.  Царство Вэй располагалось между царствами Цинь и Ци, в современном Китае территория Вэй находится в провинциях Хэнань, Хэбэй, Шаньси и Шаньдун. Столицей первоначально был город Аньи 安邑 (совр.Юньчэн), а потом  Хуэй-ван  перенёс столицу в Далян (современный Кайфэн). После переноса столицы царство называли также Лян.

## История

### Период могущества до середины 300-х годов до н. э.
Царство Вэй как независимое государство образовалось из родового владения клана Вэй в 403 до н.э. в результате распада царства Цзинь на три части - Вэй, Чжао и Хань. Это событие рядом историков считается началом эпохи "Сражающихся царств". Хотя эти три царства еще очень долго называли "три Цзинь" ( сань Цзинь ), на деле каждое из них всегда вело совершенно независимую политику, исходя исключительно из своих интересов и ничем в этом не отличаясь от прочих "Сражающихся царств".
Царство Вэй раньше других царств развернуло политические и военные реформы, была введена эффективная система взимания податей с обладателей наделов, благодаря чему царство постепенно усилилось. Вэй приобрело могущество при первых правителях — Вэнь-хоу и У-хоу. Третий правитель Хуэй-ван предпринял широкомасштабную ирригацию долины реки Хуанхэ. Тем не менее, историки оценивают период его правления как постепенный упадок. Причиной этому были как крупные внешнеполитические неудачи Вэй, так и то обстоятельство, что политические реформы в царстве Вэй не были доведены до конца. Правитель Хуэй-ван отказался принять проект радикальных легистских реформ, предложенных ему Шан Яном, который после этого выехал в царство Цинь, чтобы осуществить там свои далеко идущие планы.  В результате вэйская родовая аристократия сохранила своё господство и вертикальная мобильность в царстве Вэй осталась низкой, что делало государственное управление неэффективным. Многие высокие посты в Вэй занимали выходцы из родовой аристократии, не всегда соответствовавшие по своим способностям занимаемым должностям, тогда как множество талантливых выходцев из низших социальных слоёв этого царства (Шан Ян, Чжан И, Фань Суй, Вэй Ляо, Сунь Бинь и многие другие), не найдя применения своим способностям на родине, блестяще проявили себя на службе в других царствах.

### Поражения середины 300-х годов до н. э.
Испытывая демографическое напряжение, царство Вэй проводило экспансию на земли соседних царств, вступая в ожесточённые войны с соседними царствами. Поскольку правители Вэй долго пытались восстановить в полном объеме бывшую империю Цзинь, объектами вэйской экспансии были прежде всего царства Чжао и Хань, а также соседнее царство Цинь. В 381 до н. э. царства Чу и Чжао в союзе нанесли поражение Вэй.
Стремление Вэй к доминированию вызвало вмешательство со стороны могущественного царства Ци, которое нанесло ряд поражений Вэй. Одним из наиболее знаменитых сражений стала  битва при Гуйлин (354 до н. э.), где вэйская армия была полностью разгромлена циской армией во главе с Сунь Бинем. Через 13 лет, в 341 до н. э., царство Ци нанесло новое поражение Вэй в битве при Малине, где вэйская армия снова была разгромлена.
Пока царство Вэй вело войны на востоке, царство Цинь, западный сосед Вэй, в результате реформ Шан Яна стало усиливаться в беспрецедентных масштабах. Правители Цинь осознавали неизбежность конфликта с Вэй, что было сформулировано Шан Яном в знаменитом высказывании: «Цинь и Вэй друг для друга смертельная болезнь, либо Вэй поглотит Цинь, либо Цинь поглотит Вэй». Поэтому в Цинь решили наносить удар первыми, как правило, используя годы после поражений Вэй от Ци для нападений на ослабленного соседа. Царство Цинь в 352 до н. э. атаковало Вэй после поражения вэйцев от Ци в битве при Гуйлине и нанесло ему крупное поражение.
Ещё одно поражение Вэй от Цинь последовало в 340 до н. э. сразу же после разгрома вэйского войска от циской армии в битве при Малине годом ранее. В результате царство Вэй потеряло стратегически важный район горных пастбищ Хэси, который позднее превратился в плацдарм царства Цинь для вторжений в Вэй. Столица царства Вэй, город Аньи, оказался под угрозой, и вэйцы вынуждены были перенести столицу в Далян. В этих неудачных войнах царство Вэй значительно ослабло, потеряв много войск и ряд территорий и утратило ведущую роль.
После этих событий в Китае стали доминировать царства Ци и Цинь. При этом внешняя политика этих двух могущественнейших государств древнего Китая имела очень важное отличие - если царство Ци было готово удовлетвориться гегемонией над другими царствами, то царство Цинь претендовало на полное их завоевание и для этого с середины IV века до н.э. начало вести почти непрерывные захватнические войны.
В 338 до н. э. под натиском циньской армии Вэй был вынужден уступить Цинь местность Иньцзин (уезд Хуаинь провинции Шэньси). В 331 до н. э. циньцы нанесли крупное поражение вэйским войскам, после которого 80 тысяч вэйских воинов были обезглавлены. На следующий год Вэй ради мира с грозным соседом отдало Цинь земли, расположенные на западном берегу Хуанхэ. Но мира вэйцы так и не получили, царство Цинь продолжало свою агрессию. В 329 до н. э. циньские войска переправились через реку Хуанхэ и захватили Фэнъинь (северная часть уезда Жунхэ провинции Шаньси) и Пиши (западная часть уезда Хэлюй провинции Шаньси). В 328 до н. э. Вэй уступило Цинь 15 уездов в области Шанцзюнь. Поскольку Цинь захватило все земли княжества Вэй на западном берегу Хуанхэ, то оба берега великой реки находились теперь в руках Цинь. После этих захватов для циньского войска открылась дорога для нападений на "центральные княжества" ( Вэй, Хань и Чжао ). В последующие годы циньцы непрерывно захватывали земли княжеств Вэй и Чжао, расположенные на восточном берегу Хуанхэ, а главные силы Цинь, выйдя из горного прохода Ханьгугуань, напали на княжество Хань.

### Оборона против Цинь в 200-е годы до н. э.
Непрекращающиеся нападения Цинь привели к созданию оборонительного союза Вэй и Хань, впрочем, оказавшийся неэффективным, так как союзники не доверяли друг другу и плохо координировали свои действия. В 293 до н. э. произошла крупная битва при Ицюэ ( англ. ) (Лунмэньшань в уезде Лоян провинции Хэнань), в которой царство Цинь смогло разгромить по частям силы Хань и Вэй. Согласно летописям Сыма Цяня, тогда были обезглавлены 240 тысяч ханьских и вэйских воинов. В этом сражении взошла кровавая звезда циньского стратега Бай Ци, выдающиеся полководческие способности которого затмевала только его же  жестокость. С этого времени вместе с другими царствами Вэй стало объектом почти постоянных циньских нападений и постепенно теряло территории, захватываемые Цинь. В 286 до н. э. прежняя вэйская столица Аньи была захвачена Цинь, её жители были выселены, а их место заполнено циньскими колонистами.
Успехи Вэй в обороне от циньской агрессии во второй половине III века до н.э. связаны почти исключительно с именем выдающегося полководца и государственного деятеля У-цзи. В 258 до н. э. циньская армия после сокрушительного поражения чжаосцев в битве при Чанпине окружила столицу Чжао город Ханьдань. Через год после начала осады чжаоская столица была доведена голодом до людоедства и была готова пасть. Откликнувшись на призыв чжаосцев, вэйский правитель Аньси-ван послал войско на помощь Чжао. Но затем, испугавшись последовавшего циньского демарша, вэйский правитель остановил войска на границе и не стал вмешиваться в войну между Цинь и Чжао. На словах заявляя о желании помочь чжаосцам, на деле Аньси-ван не принял чью-либо сторону, выжидая, как сложится обстановка.
Тогда Синьлинь-цзюнь (он же вэйский принц У-цзи, младший единокровный брат правителя Вэй), вопреки воле правителя сам взял дело помощи Чжао в свои руки. Он выкрал верительную бирку полководца, игравшую роль государственной печати при передаче приказов правителя главнокомандующему, лично прибыл в войска и потребовал передать командование ему. Однако исполнявший должность чжаоского главнокомандующего генерал Цзинь Би, признав подлинность бирки, все же заподозрил неладное и отказался передать командование У-цзи. Тогда У-цзи, хотя и очень не желал этого, был вынужден приказать убить Цзинь Би, чтобы захватить командование вэйским войском. Отослав на родину отцов семейств и единственных сыновей, У-цзи двинул отборное 80-тысячное вэйское войско на помощь Ханьданю и вместе с чускими войсками в 257 до н. э. атаковал и заставил циньскую армию снять осаду чжаоской столицы.
После одержанной победы У-цзи приказал командирам вести вэйское войско домой, но сам, обоснованно опасаясь кары за тяжкое государственное преступление - убийство главнокомандующего и самовольные действия во главе вэйского войска, отказался вернуться на родину и в течение десяти лет находился в добровольном изгнании в Чжао. Там он как спаситель чжаоского государства пользовался величайшим почётом, а его слава полководца и харизматичного лидера распространилась по всему Китаю.
Поскольку Цинь продолжало нападать на Вэй, вэйский правитель, нуждаясь в способном полководце, многократно просил У-цзи вернуться и возглавить вэйское войско для отпора не прекращавшейся циньской агрессии. Наконец, в 247 до н. э. У-цзи вернулся на родину и призвал на помощь царству Вэй все другие царства. Он собрал объединённую армию всех шести  царств  ( Вэй, Чжао, Хань, Ци, Чу и Янь ) и разгромил циньское войско генерала Мэн Ао в районе Хэвай, отогнав циньцев до заставы Ханьгу. Это был последний из тех редких случаев, когда антициньской коалиции сопутствовал значительный успех - соседним царствам обычно не удавалось даже соединёнными силами противостоять мощной циньской армии. Как правило, каждый из союзников заботился прежде всего о собственных, а не об общих интересах, что неизбежно приводило к поражению всей коалиции.
Потерпев поражение на поле боя и понимая, что существование этой антициньской коалиции основано лишь на славе и выдающейся репутации У-цзи, циньцы прибегли к своему излюбленному приему - тайным интригам против талантливого полководца с целью устранить его с поста главнокомандующего. Затратив на подкуп вэйских сановников и провокаторов колоссальную сумму в 10 тысяч цзиней ( около 6 тонн ) золота, циньцы через своих агентов в Вэй стали распространять упорные слухи о стремлении У-цзи к захвату престола.  В это время принц У-цзи пользовался громадной популярностью у вэйцев и имел большой личный авторитет у правителей других царств. А поскольку он, будучи сыном предыдущего правителя (хотя и от другой жены), действительно мог претендовать на престол, вэйский правитель испугался и, поддавшись инсинуациям, отстранил его от командования войсками. После этого циньцы снова начали наносить поражения Вэй и планомерно, шаг за шагом захватывать его земли, "подобно тому как шелковичный червь пожирает тутовые листья".

### Гибель царства Вэй
В 230 до н. э. царство Цинь захватило Хань, а в 228 до н. э. наконец сокрушило Чжао, своего сильнейшего противника. После этого неизбежно настала очередь царства Вэй, последнего из "трех Цзинь", у которого к этому времени из всех владений остались лишь небольшие по площади земли вокруг столицы Даляна.
В 225 до н. э. циньский генерал Ван Бэнь во главе громадной 600-тысячной армии осадил вэйскую столицу. Город Далян, находясь в междуречье двух рек и окруженный множеством каналов, имел мощные природные укрепления и был защищен высокой стеной с широким защитным рвом. Поскольку вэйскую столицу взять прямым штурмом было нелегко, Ван Бэнь решил затопить осажденный город водой Хуанхэ. Циньские войска в течение трех месяцев копали канал, чтобы подвести воды реки к Даляну. Когда им удалось затопить город, его стены рухнули и последний вэйский правитель Цзя-ван капитулировал. Царство Вэй было ликвидировано и его территория была присоединена к Цинь.

## Экономика

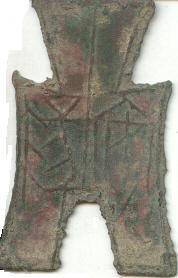
Вэйская монета из Аньяна

Царство Вэй было одним из самых богатых и культурных государств эпохи "Чжаньго", его территория была самой густонаселённой в Китае и никакое другое из древнекитайских царств не могло сравнится с ним по плотности населения. Царство Вэй было богато залежами металлических руд, в особенности железа, которое, по данным, содержащимся в «Цзо чжуани», впервые стало добываться и обрабатываться именно в царстве Цзинь, в состав которого до его распада входило царство Вэй. Тем не менее Вэй испытывало недостаток прочих природных ресурсов, а земли для пашни и даже для строительства жилищ вэйцам не хватало. Это вынуждало значительную часть населения заниматься торговлей и ремеслами, достигшими в Вэй высокого уровня развития. Но одновременно перенаселённость царства и нужда заставляли многих вэйцев переселяться в Цинь в качестве приглашенных сельскохозяйственных колонистов на свободные земли или поступать на службу циньскому правителю в качестве чиновников или воинов. В царстве Вэй в торговых операциях использовались бронзовые монеты в форме лезвия мотыги ( или лопаты ), как и в двух других царствах, возникших на территории бывшего царства Цзинь ( Чжао и Хань ).

## Выдающиеся деятели царства Вэй
Среди генералов и политиков царства Вэй приобрели известность:
- полководец У Ци (吴起, ум. в 381 году), не проигравший ни одного сражения, автор знаменитого трактата У-цзы бин фа
- Ли Куй (李悝, 455 -395 до н. э.), первый министр и реформатор;
- Юэ Ян, предок Юэ И, который завоевал царство Чжуншань (406 год до н. э.);
- Пан Цзюань (庞涓, ум. в 342 году), завоевавший много городов, но потерпевший поражение в битве при Малин (342 год) от армии Ци, которую возглавляли   Тянь Цзи и Сунь Бинь (ум. в 316 году)
- Знаменитый политик и дипломат Чжан И (ум. в 309 году), родившийся в Вэй и ставший премьер-министром (сяном) царства Цинь, который выполнял миссии в Вэй и дважды исполнял там должность сяна. Чжан И был сторонником союза с царством Цинь, к чему принуждал вэйского правителя.
- Крупный политик Фань Суй, ставший премьер-министром царства Цинь.[10]
- Синьлинь-цзюнь (信陵君 ум. в 243 году, известный также как Вэйский У-цзи 魏無忌) - принц и полководец, победивший циньское войско, осадившее Ханьдань.

## Список вэйских князей (хоу) и царей (ван)
| Посмертный титул     | Личное имя            | Годы правления до нашей эры | Комментарии               |
| -------------------- | --------------------- | --------------------------- | ------------------------- |
|                      |                       |                             |                           |
| Вэнь-хоу (文侯)      | Si (斯) или Du (都)   | 445–396                     |                           |
| У-хоу (武侯)         | Ji (擊)               | 396–370                     | Сын предыдущего правителя |
| Хуэй-ван (惠王)      | Ying (罃)             | 370–319                     | Сын предыдущего правителя |
| Сян-ван (襄王)       | Si (嗣) или He (赫)   | 319–296                     | Сын предыдущего правителя |
| Чжао-ван (昭王)      | Chi (遫)              | 296–277                     | Сын предыдущего правителя |
| Аньси-ван (安釐王)   | Yu (圉)               | 277–243                     | Сын предыдущего правителя |
| Цзинмин-ван (景湣王) | Zeng (增) или Wu (午) | 243–228                     | Сын предыдущего правителя |
| Цзя-ван (王假)       | Jia ({假)             | 228–225                     | Сын предыдущего правителя |

Сыма Цянь в Исторических Записках вставляет ещё одного правителя. Он сообщает, что Хуэй-ван  умер в 335, после чего стал править его сын Сян-ван, который умер в  319 году до н. э., после которого правил его сын  Ай-ван (哀王), который умер в  296 году до н. э. Однако большинство историков считают, что Ай-ван не существовал и Сыма Цянь допустил ошибку, приняв вторую часть правления Хуэй-вана (когда он принял титул вана) за период правления его сына, и заполнил недостающие годы.